# Carl Alois de Lichnowsky
Pour les articles homonymes, voir Lichnowsky.
Carl Alois, second prince Lichnowsky-Woschütz (en allemand : Karl Alois Johann Nepomuk Vinzenz, Fürst Lichnowsky),  né le 21 juin 1761 et mort le 15 avril 1814 à Vienne, était un chambellan à la cour impériale autrichienne. De nombreuses compositions musicales du compositeur Ludwig van Beethoven furent dédiées au prince Lichnowsky pour son mécénat, son amitié, et sa générosité dont bénéficia Beethoven.

## Biographie
Carl Alois Lichnowsky était le fils aîné du comte Friedrich Carl Johann Amadeus Lichnowsky (1720-1788) et de son épouse Carolina, comtesse d'Althann. En 1773, son père a été élevé au rang de prince (Fürst) par le roi Frédéric II de Prusse. La famille résida à Vienne, mais posséda également de vastes biens à Hradec (Grätz) et à Kreuzenort en Silésie prussienne.
Le jeune prince a étudié le droit à Leipzig et à Göttingen où il rencontra le musicologue Johann Nikolaus Forkel, premier biographe de Johann Sebastian Bach. Lichnowsky lui-même était actif comme musicien ; il fut brièvement l'élève de Mozart. 
Le 25 novembre 1788, il épousa Wilhelmina Christina comtesse de Thun und Hohenstein (1765-1841) ; ils ont eu un enfant, Eduard (1789-1845). Sa femme a gardé son propre salon musical et était considérée comme l'une des meilleures pianistes viennoises de l'époque.

### Mozart
Lichnowsky était franc-maçon et appartenait à la même loge que Wolfgang Amadeus Mozart. Lorsqu'il partit pour un voyage à Berlin en 1789, il proposa à son frère de loge de l'accompagner à ses frais (de Lichnowsky). Ils quittèrent Vienne le matin du 8 avril 1789 et atteignirent Potsdam le 25 avril, où Mozart fut reçu par le roi Frédéric-Guillaume II.
Il lui a également prêté de l'argent, mais Mozart n'a pas pu rembourser sa dette. Cela a conduit le prince à poursuivre Mozart, et le 9 novembre 1791, quelques semaines avant la mort de Mozart, le tribunal de Basse-Autriche (Landrechte) tranche l'affaire en faveur du prince, jugeant que Mozart lui devait la somme de 1 435 florins et 32 kreuzer, un montant substantiel. Le tribunal ordonne à la chambre de la cour impériale, employeur de Mozart, de saisir la moitié du salaire de Mozart de 800 florins par an. La preuve du procès n'a été découverte qu'en 1991, et n'est donc pas discutée dans les biographies antérieures de Mozart.

### Beethoven
Après la mort de Mozart, Lichnowsky est devenu l'un des principaux mécène et soutien de Ludwig van Beethoven. En 1796, le compositeur l'a accompagné en voyage à Kreuzenort et à Berlin.
Lichnowsky ayant menacé de mettre Beethoven aux arrêts s’il s’obstinait à refuser de jouer du piano pour des officiers français stationnés dans son château de Hradec en automne 1806 (la Silésie était occupée par l’armée napoléonienne depuis Austerlitz), le compositeur quitte son hôte après une violente querelle et lui envoie un billet qui se passe de tout commentaire (octobre 1806) :

« Prince, ce que vous êtes, vous l’êtes par le hasard de la naissance. Ce que je suis, je le suis par moi. Des princes, il y en a et il y en aura encore des milliers. Il n’y a qu’un Beethoven. »